# N-1
La carretera de Madrid a Irún (N-1, anteriormente N-I) es una carretera radial española que une Madrid con Lasarte-Oria, atravesando Aranda de Duero, Burgos, Miranda de Ebro, Vitoria y Alsasua.
Anteriormente continuaba por San Sebastián y finalizaba en Behobia (Irún) al borde de la frontera francesa. Sin embargo, en 2010, la Diputación Foral de Guipúzcoa —que administra el tramo guipuzcoano— reordenó la denominación de su red viaria y "cortó" la N-I (este nombre sigue vigente en Guipúzcoa) en Lasarte-Oria. Desde el kilómetro 454, la infraestructura continúa siendo la misma, pero con las denominaciones GI-11 (anteriormente N-Ia) y GI-20 (ambas aún como auto en las inmediaciones de San Sebastián) y GI-636 (carretera de una sola calzada o 2/3 carriles entre Pasajes, Rentería, Irún y la frontera francesa).
Actualmente la N-I se encuentra desdoblada en los tramos Madrid-Rubena (Burgos) y Miranda de Ebro/Armiñón (límite de Burgos con Álava)-Lasarte-Oria (Guipúzcoa); consecuencia de esto ha sido renombrada como A-1 (Autovía del Norte) salvo en Guipúzcoa, donde aún se denomina N-I.*
Por ella transcurren varios ejes europeos en los tramos desdoblados (A-1) sin autopista de peaje paralela. En concreto E5 desde Madrid a Burgos y E-5/E-80 desde Miranda de Ebro hasta Vitoria.
Los siguientes tramos aún permanecen como carretera nacional como alternativa a la autopista:
- Rubena-Miranda de Ebro: aún permanece como carretera nacional como alternativa a la E5/E80/AP1, aunque la autopista está libre de peaje. Desde el año 2002 han muerto, en estos 70 kilómetros, 117 personas. La cifra aumenta a 226 si se contabiliza desde 1993. Por este tramo circulaban una media de 10.000 vehículos diarios, alrededor del 50% de ellos, transporte pesado, antes de la liberalización del peaje.[2] Esta situación se espera no crezca tras la liberación de peaje de la autopista en noviembre de 2018.
- Pasajes-Irún: renombrado a GI-636 en 2010, este último tramo de la N-I es la alternativa gratuita a la autopista de peaje E-5/E70/E80/AP1/AP8.

Por otra parte, los tramos que atraviesan poblaciones ahora rodeadas por la autovía mantienen la denominación N-Ia o N-Ir o bien han sido transferidos a los ayuntamientos convirtiéndose en una vía urbana más del municipio.